# Johann Balthasar Michel
Johann Balthasar Michel (* 6. Februar 1755 in Mannheim; † 13. August 1818 in München) war ein deutscher Wein- und Pferdehändler. Er erhielt am 30. Juli 1801 als erster Protestant das Bürgerrecht der Stadt München.

## Leben
Der Mannheimer Kaufmann Johann Balthasar Michel wollte in München eine Weinschankkonzession erwerben, was nur für Bürger der Stadt möglich war. Sein Gesuch um Aufnahme in die Bürgerschaft wurde vom Magistrat der Stadt abgelehnt, weil er kein Katholik war. Michel wandte sich daraufhin an den bayerischen Kurfürsten Max Joseph, dessen zweite Frau Karoline selbst evangelisch war und die 1799 einen eigenen, evangelischen Hofstaat aus der Pfalz nach München mitgebracht hatte. Michel scheint dem Kurfürsten durchaus bekannt gewesen zu sein. Damaligen Gerüchten zufolge soll der auch als Geldverleiher auftretende Michel dem Kurfürsten bereits vor seinem Regierungsantritt in München aus manch einer finanziellen Bredouille geholfen haben.
Als der Magistrat die Angelegenheit hinhaltend an den „Landschaftsausschuss Oberland“ weiterleiten wollte, erteilte Max Joseph dem Magistrat am 29. Juli 1801 eine eigenhändig ausgefertigte Anweisung:

„Nach reifer Überlegung und mit der Gewißheit, daß das Recht auf meiner Seite ist, befehle ich hiemit dem meinen Stadtmagistrat, spätest morgen Abends 6 Uhr, dem Handelsmann Michel von Mannheim, das Bürgerrecht zu ertheilen, widrigenfalls ich mich genöthiget sehen würde, die strengsten Mittel zu ergreifen. Für den geringsten Exzess haftet jedes Magistratsmitglied persönlich. Diese meine Gesinnungen befehle ich dem Stadtoberrichter Sedlmayer, dem Magistrat zu bedeuten.“

Der Magistrat der Stadt München stellte daraufhin die Einbürgerungsurkunde für Michel bereits am 30. Juli 1801 aus:

„Wir, der hochedle, wohlweise und löbliche Magistrat der hiesigen Haupt- und Residenzstadt verfügen: Johann Balthasar Michel, Kaufmannsohn aus Mannheim, wird als Bürger und Weingastgeber in München gnädig, großgünstig an- und aufgenommen.“

Nach Zahlung einer Gebühr von 470 Gulden konnte Michel die Weinschänke in der Rosengasse 11b übernehmen. Der Vorgang war ein Akt zur Herstellung der Religionsfreiheit im Sinne der Aufklärung. Andererseits stellte einen Eingriff in die Autonomie der Stadtverwaltung dar, die dann 1802 durch Maximilian von Montgelas mit der Übernahme der Gerichts- und Polizeihoheit an den Staat weiter ausgehöhlt wurde.
Johann Michel starb 1818 im Alter von 63 Jahren in München.

## Grabstätte

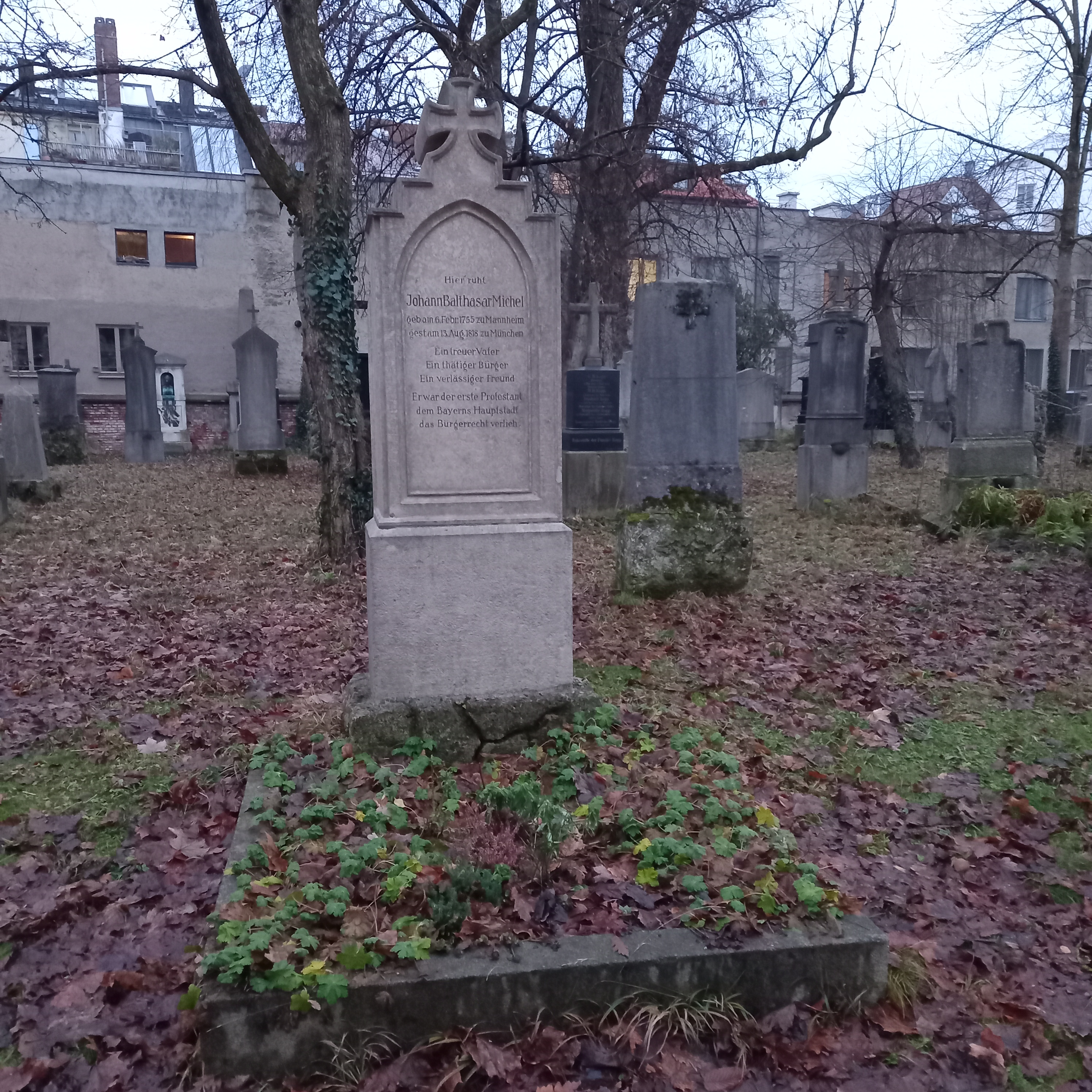
Grab von Johann Michel auf dem Alten Südlichen Friedhof in München

Die Grabstätte von Johann Michel befindet sich auf dem Alten Südlichen Friedhof in München (Gräberfeld 3 – Reihe 12 – Platz 24/25) Standort.

## Familie
Johann Balthasar Michel war der Sohn des Krappfarben-Fabrikanten Johann Christoph Michel (1731–1800) und der Catharina Barbara, geb. Hoffmann (1731–1782). Er heiratete am 30. März 1780 in Mannheim (Anna) Elisabetha Back (1761–1800). Sein Sohn, der Kaufmann und Rittmeister à la suite, Abraham Friedrich Michel (1791–1842), verheiratete sich mit Maria Katharina Raulino (1801–1858). Seine Tochter Sophie Elisabeth Michel (1783–1830) heiratete 1801 den Kaufmann und Bankier Ernst Fries (1772–1829).